# Kijŏng-dong
Kijŏng-dong, Kijŏngdong, hay Kijŏng tong, là một làng ở P'yŏnghwa-ri (tiếng Triều Tiên: 평화리; Hancha: 平和里; Hán-Việt: Bình Hòa lý), thành phố Kaesong, Bắc Triều Tiên. Nó nằm ở nửa phía Bắc của Khu phi quân sự Triều Tiên (DMZ). Một số hãng truyền thông Bắc Triều Tiên gọi là Làng Hòa bình (평화촌; 平和村; p'yŏnghwach'on), trong khi nó cũng được nhiều người bên ngoài Bắc Triều Tiên, đặc biệt là tại Hàn Quốc và truyền thông phương Tây gọi là 'Làng Tuyên truyền' (선전마을; 宣傳마을; seonjeon maeul).
Kijŏng-dong là một trong hai ngôi làng được phép ở lại trong khu phi quân sự rộng bốn km được thiết lập theo hiệp định đình chiến 1953 kết thúc Chiến tranh Triều Tiên; làng kia là làng Hàn Quốc Daeseong-dong, cách đó 2,22 kilômét (1,38 mi).

## Lịch sử

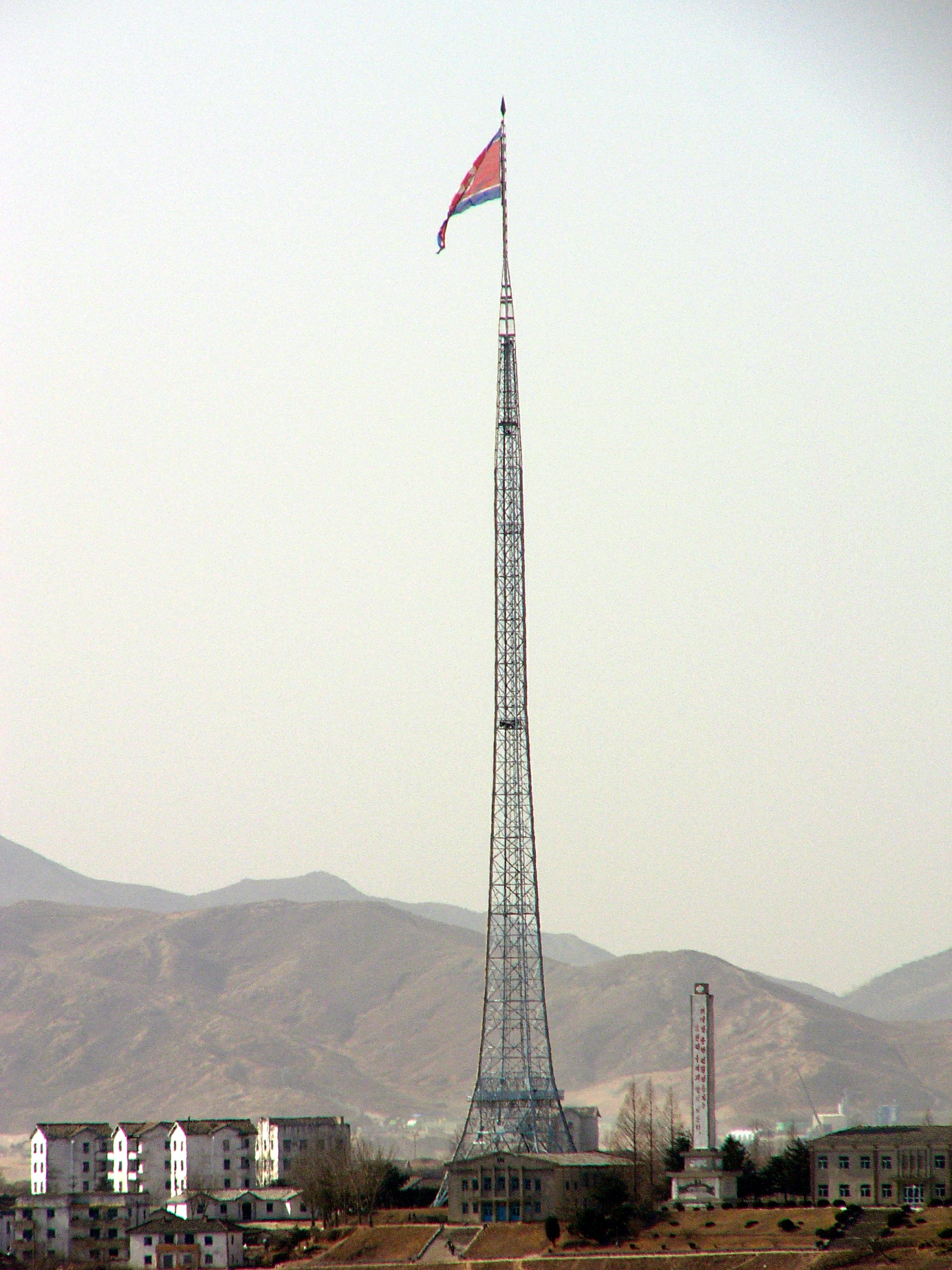
Cột cờ Bắc Triều Tiên tại làng biên giới Kijong-dong (cao thứ tư thế giới, cao 160 m) với một lá cờ Bắc Triều Tiên nặng 270 kg, nằm gần Khu vực An ninh Chung (JSA) của Khu phi quân sự Triều Tiên (DMZ) tại làng Panmunjom cũ

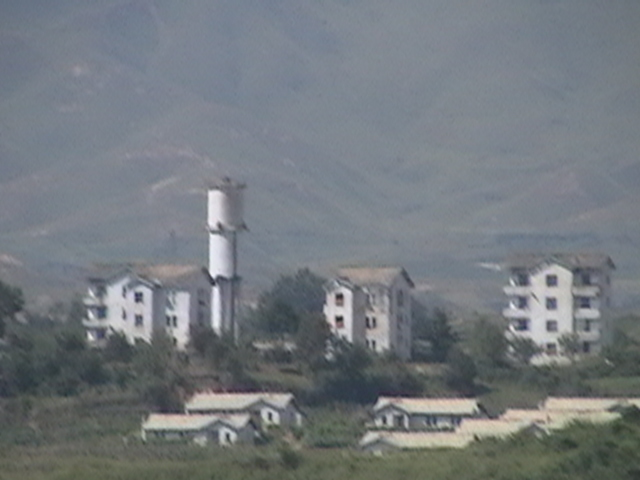
Quang cảnh của Kijŏng-dong

Theo chính phủ Bắc Triều Tiên, ngôi làng là một trang trại tập thể được điều hành và duy trì bởi 200 gia đình địa phương sống ở đó, được phục vụ bởi một trung tâm chăm sóc trẻ em, một trường mẫu giáo và một trường tiểu học và một trường trung học, cùng với một bệnh viện. Tuy nhiên, theo Hàn Quốc, nó là một ngôi làng không có người ở được thành lập từ những năm 1950 trong một nỗ lực dường như sử dụng các kỹ năng tuyên truyền và các nỗ lực để khuyến khích sự đào tẩu của người Hàn Quốc thân Bắc Triều Tiên cũng như xây dựng và cung cấp cho Quân đội Nhân dân Triều Tiên (KPA) điều khiển mạng lưới pháo binh rộng khắp các vị trí, công sự phòng thủ và các trung tâm chỉ huy và kiểm soát ngầm và hầm trú ẩn bao quanh khu vực biên giới.
Ngôi làng có một số tòa nhà nhiều tầng được sơn màu rực rỡ và các căn hộ thấp tầng với hầu hết các cấu trúc ở đó rõ ràng có dây và được cung cấp điện. Ngôi làng nhỏ được định hướng và định vị sao cho mái nhà màu xanh sáng và tường trắng của các tòa nhà dân cư khác nhau được xây dựng bên cạnh cột cờ lớn treo cờ Bắc Triều Tiên sẽ là những đặc điểm khác biệt khi nhìn từ phía nam qua biên giới (DMZ) giữa hai miền Triều Tiên. Tuy nhiên, việc xem xét kỹ lưỡng với các ống kính viễn vọng hiện đại và hình ảnh rõ nét và sắc nét hơn đã dẫn đến kết luận rằng nhiều tòa nhà của ngôi làng chỉ đơn giản là những vỏ bê tông và thép rỗng, không chỉ có kính cửa sổ mà ngay cả các phòng và sàn bên trong. với ánh sáng trong các tòa nhà và các công trình được bật và tắt và vỉa hè trống rỗng trong làng được những người chăm sóc quét qua như một phần nỗ lực có thể của chính quyền Bắc Triều Tiên để bảo vệ hình ảnh của hoạt động và cuộc sống trong làng.
Ngôi làng được bao quanh bởi những cánh đồng nông nghiệp mênh mông và rộng lớn có thể nhìn thấy rõ, không chỉ với du khách đến phía Bắc Triều Tiên của DMZ, mà cả du khách đến phía Hàn Quốc.

### Cột cờ
Vào những năm 1980, chính phủ Hàn Quốc đã xây dựng một cột cờ cao 98,4 mét-tall (323 ft) với một lá cờ nặng 130 kilôgam (287 lb) tại Daeseong-dong (37°56′30,24″B 126°40′48,07″Đ / 37,93333°B 126,66667°Đ).
Chính phủ Bắc Triều Tiên đã đáp trả bằng cách xây dựng một cái thậm chí cao hơn, Cột cờ Panmunjom, cao 160 m (525 ft) với một lá cờ nặng 270 kg (595 lb) tại Kijŏng-dong, cách đường phân giới liên triều 1,2 km (0,7 mi) (37°56′42,99″B 126°39′18,78″Đ / 37,93333°B 126,65°Đ), trong những sự kiện một số người đã gọi là "cuộc chiến cột cờ". Trong hơn một thập kỷ, cột cờ là cao nhất thế giới. Năm 2010, cột cờ trở thành cao thứ hai trên thế giới vào thời điểm đó, sau National Flag Square tại Baku, Azerbaijan cao 162 m (531 ft). Bây giờ nó là cột cờ cao thứ ba trên thế giới, sau cột cờ Dushanbe tại Tajikistan, cao 165 m (541 ft), và cột cờ Jeddah tại Saudi Arabia, cao 170 m (558 ft).

### Loa tuyên truyền
Loa khổng lồ gắn trên một số tòa nhà phát sóng tuyên truyền của Bắc Triều Tiên hướng về phía Nam. Ban đầu, họ ca ngợi đức tính của miền Bắc rất chi tiết và kêu gọi những người lính và nông dân bất mãn đi bộ qua biên giới để được nhận làm anh em. Có rất ít người chấp nhận lời đề nghị, và họ chuyển sang các bài phát biểu chống phương Tây, nhạc kịch agitprop và nhạc diễu hành yêu nước tới 20 giờ mỗi ngày. Từ năm 2004 đến năm 2016, cả hai miền đã đồng ý kết thúc cuộc chiến loa của họ. Các chương trình phát sóng được nối lại vào năm 2016 do căng thẳng leo thang do kết quả của thử nghiệm hạt nhân tháng 1 năm 2016, sau đó miền Nam đã đơn phương quyết định tạm dừng phát sóng vào nửa đêm ngày 22 tháng 4 năm 2018 như một cử chỉ thiện chí trước hội nghị thượng đỉnh liên Triều 2018 được tổ chức vào ngày 27 tháng 4.